# Kopátsy Sándor
Kopátsy Sándor (Kaposvár, 1922. február 27. – Budapest, 2020. november 8.) magyar közgazdász.

## Életútja
Magyarország egyik legismertebb közgazdászának több mint fél évszázados pályája a gazdasági reformprogramoktól a rendszerváltás privatizációjának ellenőrzésén át napjaink újszerű közgazdasági szemléletének megalkotásáig ível.
1953 óta minden gazdasági reformprogramban részt vett, 1954-ben Nagy Imre számára is kidolgozott egy programot.
Az 1956-os forradalom alatt az Országos Tervhivatal és a Minisztériumok Forradalmi Bizottságának elnöke volt. A forradalomban vállalt szerepe miatt a Kádár-rendszer mellőzött fekete báránya lett.
Dolgozott a Tervhivatalban, a Pénzügyminisztériumban, alapítója a Pénzügykutató Intézetnek. A hatvanas években szerzője és kezdeményezője volt a Magyarázom a mechanizmust című sorozatnak.
Élete utolsó éveiben Miskolcon lakott. A Deszkatemetőben helyezték végső nyugalomra, a Szentpáli István családi sírba.

## Hitvallása
Eddig közel 30 könyve jelent meg, amelyekben meggyőző és modern érvekkel támasztja alá Széchenyi István 170 évvel ezelőtt kimondott igazságát: „...a gazdaság legfontosabb értéke a kiművelt emberfő.” Hitvallása szerint napjaink fejlett társadalmában már nem a befektetett tőkén vagy az infrastruktúrán áll vagy bukik egy gazdaság sikere, hanem a képzett, tehetséges munkaerő mennyiségén. Az új szemléletű társadalom pedig olyan új közgazdaságtant igényel, ami a fizikai mellett a szellemi tőkével is számol – sőt egyre inkább előtérbe helyezi a tehetséget, a minőségi képzést és a szakértelmet.
Új Közgazdaságtan, a minőség társadalma címmel 2011-ben jelent meg közgazdasági életművét összefoglaló könyve az Akadémiai Kiadónál.

## Díjai, kitüntetései
- A Magyar Köztársasági Érdemrend középkeresztje a csillaggal (2011)

## Megjelent könyvei
- Szövetkezeti ismeretek. Budapest, 1949
- Néhány gondolat a termelői árrendszerrel kapcsolatban. Budapest, Pénzügykutatási intézet, 1969
- Az állóeszközgazdálkodás néhány elvi problémája a szocializmusban. Budapest, Pénzügykutatási intézet, 1969
- Hiánycikk, a vállalkozás. Budapest, Közgazdasági és jogi könyvkiadó, 1983
- A vállalati teljesítmény mérésének problémái. Társszerző: Győri István. Budapest, 1987
- Húsz év után. Budapest, Pénzügykutató RT, 1989
- Levél a magyar reformerekhez. Budapest, Közgazdasági és Jogi Könyvkiadó, 1989
- Beszélgetések Adyval. Budapest, Száminform, 1992
- A fogyasztói társadalom közgazdaságtana. Budapest, Privatizációs Kutatóintézet, 1993
- Gazdaságpolitikai úttévesztés. Budapest, Privatizációs Kutatóintézet, 1993
- KOPP – Viharban kanóc légy, ne gyertya (Aforizmák 1964–1984). Budapest, szerzői kiadás, 1993
- Van kiút! Budapest, Belvárosi Könyvkiadó, 1995
- A mi XX. századunk. Budapest, Belvárosi Könyvkiadó, 1996
- Az elfelejtett falu. Magyarországért, most!; Belvárosi, Bp., 1996
- Nyugat felé...: Az európai civilizáció története a Paradicsomtól Amerika felfedezéséig. Budapest, Kairosz–Növekedéskutató, 1998 (Miénk a 21. század)
- T.E.T.T. A minőség társadalma. Budapest, Kairosz/Növekedéskutató, 2000
- Harmadszor Nyugat felé. Budapest, C.E.T. Belvárosi Kiadó, 2001
- Az igazi történelem. Budapest, C.E.T. Belvárosi Könyvkiadó, 2001
- Kádár és kora. Budapest, C.E.T. Belvárosi Kiadó, 2001
- Az Orbán-jelenség. Budapest, C.E.T. Belvárosi Könyvkiadó, 2002
- A magyar marslakók titka. Budapest, C.E.T. Belvárosi Könyvkiadó, 2002
- Beszélgetések Adyval (Nagyváradon). Budapest, C.E.T. Belvárosi Könyvkiadó, 2002
- Szerencsés ember – Börcsök Mária kérdezi Kopátsy Sándort. Társszerző: Börcsök Mária. Budapest, C.E.T. Belvárosi Kiadó, 2002
- Viharban kanóc légy, ne gyertya (Aforizmák 1964–1984). Szentendre, Vincze Papírmerítő Műhely, 2003
- Kállai kettős. Magyarország 1945–1990. Budapest, C.E.T. Belvárosi Könyvkiadó, 2005
- Az emberi faj feladata. Kísérlet az objektív történelemszemléletre; Vincze Papírmerítő Műhely, Szentendre, 2006
- „Az igazat mondd, ne csak a valódit” – 1956. Budapest, C.E.T. Belvárosi Könyvkiadó, 2006
- Az emberi faj története; Mundus Novus, Bp., 2011 (Kopátsy Sándor művei)
- Új közgazdaságtan. A minőség társadalma; Akadémiai, Bp., 2011 (JelenLét)
- Történelemszemléletem. Társadalomfejlődési elemzések; Vincze Papírmerítő Műhely, Szentendre, 2013